# Инфантьев, Борис Фёдорович
Бори́с Фёдорович Инфа́нтьев (21 сентября 1921, Режиц, Латвия — 18 марта 2009, Рига, Латвия) — русский латвийский фольклорист, литературовед, языковед, педагог, культуролог, историк, краевед, общественный деятель. Профессор, хабилитированный доктор педагогики (1985 — д. п. н., нострификация — 1993), кандидат филологических наук (1956). Председатель Рижского общества славянских историков. Офицер ордена Трёх звёзд (2001). С 2003 года (№ 4) был главным научным консультантом исторического вестника «Klio».

## Биография

### Ранние годы

Годовалый Борис с родителями. Режиц, 1922 год.

Борис Инфантьев родился 14 сентября 1921 года в городе Режице в семье офицера Русской армии Фёдора Дмитриевича Инфантьева и его супруги Зинаиды Ивановны, происходившей из большой семьи резекненского юриста Ивана Кранца. Родители познакомились в госпитале, где лечился после ранения взятый в плен красными латышскими стрелками белый офицер Фёдор Инфантьев. После демобилизации отец служил землемером, а мать оставила медицину (она была акушеркой) и посвятила жизнь воспитанию единственного сына. Вместе с отцом всё лето семейство переезжало из одного села в другое, и везде мальчик находил друзей как среди сверстников, так и пожилых людей. Таким образом сформировался его интерес к языку и фольклору.
Борис начал образование в Риге, куда переехала семья: в привилегированном немецком детском саду при школе Лютера, где его покорило доброжелательное отношение, позволившее ему без знаний немецкого языка успешно интегрироваться в чужеродную среду. Школу родители выбрали русскую, при частной гимназии Ольги Эдуардовны Беатер — единственной русской женщины в Латвии, имевшей высшее образование. Школа была монархической, каждый день начинался с пения гимна, а «когда учитель географии Тупицын съездил в СССР и с восторгом рассказывал о достижениях в Советском Союзе, возмущение было всеобщим: и учителей, и родителей, и учеников…», — вспоминал Борис Фёдорович.
В 1935 году Борис с отличием закончил основную шестиклассную школу, после чего поступил в латышскую среднюю школу: Первую Рижскую государственную гимназию, став там одним из трёх русских учеников на всю школу. В гимназии он вступил в военизированную организацию мазпулков, организовал литературный кружок, за что неоднократно награждался.

### Профессиональное становление
Весной 1940 года Борис Инфантьев окончил гимназию. Мать благодаря своим связям среди медиков добилась для него освобождения от призыва в армию по болезни (он с детства страдал астмой). На основе выпускных экзаменов был принят на Классическое отделение Филологического факультета Латвийского университета (ЛУ). Он изначально хотел специализироваться на славистике, но в ЛУ при Улманисе такой специальности не было, поэтому Борис планировал получить профессию по окончании университетского курса, поехав в Ужгород.
«Интерес к русскому языку и литературе непосредственно перед завершением гимназического образования у меня сложился вполне определенный, прежде всего из чисто практических, профориентационных побуждений — в Латвии на пальцах одной руки можно было перечесть людей, которые имели права преподавать русский язык и литературу в старших классах гимназии, а подготовка новых кадров не осуществлялась и была связана со сложной сдачей специальных экзаменов при Министерстве просвещения, — писал в автобиографии Борис Фёдорович. — Причем после ликвидации Высших университетских курсов подготовка к таким экзаменам никем не осуществлялась. Усилению же моего интереса к русскому языку и литературе (особенно древней) способствовало, конечно, еще и то, что в латышской гимназии в мое время ни русский язык, ни литература не изучались. А как известно, запретный плод сладок, а неизучение равно было в моем понимании запрету».
После присоединения Латвии к СССР и реорганизации университета отделение славистики было создано в Риге, и Инфантьев оказался в числе его первых студентов. Как выпускник классической гимназии он на отлично сдал экзамен по греческому языку, став победителем социалистического соревнования, и завоевал авторитет среди товарищей по курсу, которые приняли его в студенческий профсоюз.
После оккупации Латвийской ССР нацистами в учебном 1941/42 году студентов для начала послали на 6 недель на уборку урожая в Джукстскую волость, где Инфантьев работал пастухом у хозяина за еду. Более тяжелые работы он выполнять не мог, так как страдал бронхиальной астмой. Занятия в университете были восстановлены только весной 1942 года, а до этого стоял вопрос об отчислении Инфантьева из числа студентов за «просоветские взгляды». Однако за него заступился однокурсник Штейн, поступивший в шуцманы и ставший адъютантом печально известного садиста Виктора Арайса, заявив, что Борис сотрудничал с советами из карьеристских соображений.
Учебная программа университета снова была изменена. Среди предметов появилась евгеника — учение о чистоте рас. Отделение славистики было закрыто. Преподаватель стилистики русского языка Людмила Круглевская убедила Бориса, что «к славистике ближе всего балтистика, а в условиях Латвии каждый славист должен обладать познаниями в области балтской филологии». Таким образом, Борис перешёл на отделение балтийской филологии. Его мать, учившаяся в свое время в Дерпте и владевшая немецким языком, в это время работала в военном госпитале, где поправляли здоровье немецкие военнослужащие, и помогала им обменивать иностранные спиртные напитки и товары на продукты полей и ферм.
В этот период Борис Инфантьев обнаружил свою главную научную тему: проблемы связей латышского и русского языков и фольклора. По инициативе ассистента профессора Лудиса Берзиньша, Карла Дравиньша, на семинаре по латышским народным песням Инфантьев выступил с полуторачасовым докладом о свадебных обрядах и песнях латышей и белорусов в Латгалии. Этот доклад затем стал основой его дипломной работы, как и напутствовал его Дравиньш: «К изучению латышских народных песен обращались на нашем семинаре немцы и поляки, литовцы и евреи. Но русский появился тут впервые. Поэтому пусть изучение латышско-русских фольклорных связей станет основной темой вашей научной деятельности».
В 1942—1943 учебном году немецкие власти разрешили изучать славистику в качестве факультатива, что и начал делать Инфантьев под руководством профессоров Анны Абеле, Виктора Чернобаева, преподавателя Людмилы Круглевской.
После освобождения Латвии от немецко-фашистских захватчиков Б. Инфантьев вновь стал студентом отделения славистики и 3 июля 1946 года он с отличием окончил университет с квалификацией литературоведа, вместе с другим видным впоследствии учёным — Марией Фоминичной Семёновой. Уже 1 июля он был принят на должность младшего научного сотрудника в созданный в том же 1946 году Институт фольклора Академии наук Латвийской ССР.
Инфантьев был приглашён в аспирантуру и начал готовить диссертацию «Связи латышских и русских фольклористов в период латышского буржуазно- национального движения» под руководством профессора Болеслава Ричардовича Брежго, а затем своего непосредственного начальника в Институте фольклора, поэта Андрея Курция (Куршинского). Работа в институте помогала собирать материалы в архивах и библиотеках Москвы, Ленинграда, Вильнюса, публиковать научные статьи и исследования, участвовать в фольклорных экспедициях. Инфантьев расширял свой кругозор и осваивал новые языки: их в его активе стало 22.
В 1951 году, когда диссертация была готова и была назначена защита, новый проректор по научной работе ЛГУ Алфред Сталгевич обвинил молодого учёного в нежелании вступить в комсомол, его причислили к «буржуазным националистам и антисоветским элементам» и уволили с работы. Благодаря стараниям известного переводчика античной литературы Абрама Фельдхуна Инфантьев был привлечен к составлению русско-латышского словаря (1952—1954), что обеспечило ему не только доход, но и новые знания в сфере сравнительного языкознания.

### Методист изучения языков
27 января 1954 года Инфантьев начал работать учителем русского языка и литературы в Булдурской семилетней школе, а через полгода был назначен школьным инспектором Юрмальского района. Эта работа заставила его вникать в проблемы методики преподавания русского языка и литературы в латышской школе. Убедившись в её полной несостоятельности, учёный начал предлагать изменения, выступая с публикациями на страницах «Skolotāju avīze» («Учительской газеты»). Эту активность заметили, и 11 сентября 1955 года Борис Фёдорович стал младшим научным сотрудником Научно-исследовательского института школ Министерства просвещения Латвийской ССР. До 1991 года все учебные пособия по изучению русского языка в латышских школах Латвийской ССР издавались при непосредственном участии Бориса Фёдоровича.
В 1956 году в Институте языка и литературы Академии наук Латвийской ССР состоялась защита его кандидатской диссертации «Связи латышских и русских фольклористов», после чего Инфантьев стал старшим научным сотрудником института. Вместе с коллегой Эдитой Бейкмане Инфантьев провёл радикальную реорганизацию преподавания русского языка и литературы в латышских школах. Она основывалась на научном и практическом обосновании особой методики, отличающейся как от методики преподавания родного, так и иностранного языка. Были разработаны экспериментальные учебные программы и пособия, основанные на общности и различиях латышской и русской филологии, их общепризнанной близости (1600 исторически общих лексических корней, сходная система склонений, префиксации и суффиксации, единство синтаксиса). В сочетании с естественной билингвальной средой это обеспечило эффективное освоение русского языка в латышских школах. За это профессора называли «катализатором двуязычия» и «главным русификатором».
Разработанная Борисом Инфантьевым и его коллегами Эдитой Бейкмане и Еленой Францмане теория получила всесоюзное признание: в начале 1960-х по заказу московского издательства «Просвещение» они подготовили учебник «Русское слово», предназначенный для национальных школ Российской Федерации.

### Научная деятельность
Создание учебной базы по русскому языку и литературе для латышских школ, методика и практика отбора и представления лексики и грамматики в учебном материале стали основным объектом научной работы Бориса Инфантьева в 1960—1980-е годы. Параллельно учёный исследовал исторические вопросы преподавания русского языка на территории Латвии и русско-латышских литературных связей совместно с Александром Германовичем Лосевым.
Инфантьев стал членом редколлегии всесоюзного журнала «Русский язык в национальной школе», координационного совета по педагогическим исследованиям.
1 февраля 1974 года он был назначен заведующим секторов русского и иностранных языков латвийского НИИ педагогики. В 1960—1980-е годы он также читал лекции по методике преподавания русского языка на филологическим факультете ЛГУ, руководил педагогической практикой, возглавлял государственную экзаменационную комиссию в Даугавпилсском педагогическом институте и на филологическом и педагогическом факультетах ЛГУ.
В 1985 году он защитил докторскую диссертацию «Отбор и презентация лексико-грамматического материала в курсе русского языка национальной школы» в Академии педагогических наук СССР.
В 1991 году НИИ педагогики подвергся реорганизации и стал Институтом развития образования, где Инфантьев стал ведущим научным сотрудником.
В 1993 году он вышел на пенсию.
С 1997-го по 2001 год Борис Фёдорович читал в Латвийской академии культуры курсы «Древнерусский язык», «Русско-латышские фольклорные связи», «Русско-латышские литературные связи», «Образ русского в латышской литературе». В возрасте 76 лет он изучил особенности древнерусского языка и подготовил учебное пособие по этому предмету. Инфантьев также преподавал основы латыни на юридическом факультете Балтийской международной академии, в Рижской Православной духовной семинарии преподавал латынь и древнегреческий.
Борис Фёдорович Инфантьев скончался 18 марта 2009 года. Отпевание усопшего прошло в рижском Всехсвятском храме 21 марта при участии митрополита Рижского и Всея Латвии Александра.

## Общественная деятельность
Научную работу Б. Ф. Инфантьев совмещал с общественной деятельностью. Долгие годы он являлся членом правления и лектором латвийского отделения Всесоюзного общества «Знание», входил в редакционный совет по словарям издательства «Авотс», участвовал в учебных радио и телепередачах, читал лекции на курсах Института повышения квалификации учителей.
Б. Ф. Инфантьев также являлся организатором и участником конференций и семинаров учителей, олимпиад для школьников и студентов.
После восстановления независимости Латвии он стал одним из видных деятелей русской общественной жизни: председателем Рижского общества славянских историков, почётным членом русского клуба «Улей», научным консультантом исторического журнала «Клио» и Гуманитарного семинара.
Инфантьев был научным руководителем постоянно действующего теоретического семинара «Русские в Латвии» при фонде гуманитарных исследований и просвещения «Веди», редактировал научно-публицистический сборник «Русские в Латвии».

## Награды
Бронзовая медаль ВДНХ.
Орден Трёх звёзд.

### Учебные пособия
- Инфантьев Б., Полешко — Полесский О., Свирский В, Скоковский А. Русская литература. Учебник—хрестоматия для XI классов с латышским языком обучения. — Рига: Латгосиздат, 1961, 1962. — 283 с., 1964. — 278 с.
- Францман Е., Инфантьев Б., Вилан О., Семёнова М. Русский язык для IX—XI классов школ с латышским языком обучения. — Рига: Латгосиздат, 1962, 1964, 1966—1971. — 396 с. (общий тираж 100000 экземпляров).
- Инфантьев Б. Латышская литература. Книга для чтения в V—VIII классах с русским языком обучения. — Рига: Латгосиздат, 1963. — 175 c. Последующие издания: 1964—1968, 1970—1973, 1981. С 1972 года под заглавием «Хрестоматия по латышской литературе» (общий тираж 192000 экземпляров).
- Инфантьев Б., Лосев А., Свирский В. М. Горький, В. Маяковский, Н. Островский в Латвии. — Рига: Латвийское газетно-журнальное издательство, 1964. — 83 с.
- Инфантьев Б., Волков Б., Лосев А. Латышская литература. Для средней школы. — Рига: Латгосиздат, 1964. — 100 c. Последующие издания 1967—1971, 1973, 1975—1977, 1980 (общий тираж 142000 экземпляров).
- Бейкмане Э., Инфантьев Б., Францмане Е. Русское слово. Учебник русского языка для старших классов национальных школ РСФСР. — Москва: Просвещение,1965 — 1968. — 366 c.
- Инфантьев Б. Програмированные задания по теме «Предложное управление». Для IX классов с латышским языком обучения. — Рига: Министерство просвещения Латвийской ССР, 1967. — 126 c.
- Инфантьев Б. Програмированные задания по теме «Предложное управление». Для X—XI классов с латышским языком обучения. — Рига: Министерство просвещения Латвийской ССР, 1967. — 121 c.
- Инфантьев Б. Програмированные задания по теме «Виды глаголов». Для 10 класса школ с латышским языком обучения. — Рига: НИИ школ, 1968. — 57 c.
- Инфантьев Б. Програмированное обучение в старших классах латышских школ // В поисках новых путей развития русской речи. — Каунас: Швиеса, 1968.
- Инфантьев Б. Програмированные задания по рускому правописанию. Для VIII и IX классов с латышским языком обучения — Рига: НИИШ, 1969. — 76 c.
- Инфантьев Б. Програмированные задания по теме «Предложное управление». Для X классов с латышским языком обучения. — Рига: МП ЛССР, 1970. — 180 c.
- Инфантьев Б., Лосев А. Русское слово. Учебник для V—VIII классов вечерних (сменных) и заочных школ с латышским языком обучения. — Рига: Звайгзне, 1970. — 403 с., 1975. — 405 с. (общий тираж 10000 экземпляров).
- Инфантьев Б. Материал для закрепления русского правописания. — Рига: МП ЛССР, 1971, 1973, 1975.
- Инфантьев Б., Лосев А. Горький и Латвия. — Рига: МП ЛССР, 1971. — 79 с.
- Бейкмане Э., Инфантьев Б., Малькова В., Марауска Л. Русская речь. Учебник VII класса с латышским языком обучения. — Рига: Звайгзне, 1972—1976, 1981. — 202 с. (общий тираж 136000 экземпляров).
- Инфантьев Б., Лосев А. Русское слово. Учебник для IX—XI классов вечерних (сменных) школ. — Рига: Звайгзне, 1978, 1983. — 304 с. (общий тираж 20000 экземпляров).
- Инфантьев Б., Лосев А., Гусев А. и др. Программы факультативных курсов по русскому языку и литературе для VII—XI классов школ с латышским языком обучения.— Рига: МП ЛССР, 1978.— 126 с.
- Инфантьев Б. Краткий справочник по грамматике русского языка. — Рига: Звайгзне, 1979. — 106 с.(тираж 20000 экземпляров).
- Бейкмане Э., Инфантьев Б. Методика преподавания русского языка в IV—VIII классах с латышским языком обучения. — Рига: Звайгзне, 1979. — 259 с
- Глазунова Г., Инфантьев Б., Малькова В., Марауска Л., Русская речь. Учебник для VII класса с латышским языком обучения. — Рига: Звайгзне, 1981. — 237 с.
- Садовский Я., Инфантьев Б., Лосев А. Методика факультативных занятий по русской литературе в классах национальной школы. — Ленинград: Просвещение, 1982. — 110 с.
- Глазунова Г., Инфантьев Б., Францман Е. Русское слово. VIII класс. — Рига: Звайгзне, 1982. — 138 с.
- Инфантьев Б., Малькова В., Глазунова Г. Книга для чтения. VIII класс. — Рига: Звайгзне, 1982. — 190 с.
- Инфантьев Б., Лосев А. Методика преподавания русского языка в IX—XI классах вечерних и заочных средних общеобразовательных школ с латышским языком обучения. — Рига: Звайгзне, 1983. — 76 с.
- Инфантьев Б. Лексико—грамматические материалы по русскому языку в IX—XI классах с латышским языком преподавания. — Рига: МП ЛССР, 1983. — 75 с.
- Инфантьев Б. Сопоставительный перечень многозначных слов латышского языка, переводимых на русский язык разными словами. — Рига: МП ЛССР, 1983. — 44 с.
- Инфантьев Б., Лосев А. Сборник упражнений по русскому языку. Для IX—XI классах вечерних (сменных) и заочных средних школ. — Рига: Звайгзне, 1983. — 208 с.
- Инфантьев Б., Глазунова Г. Справочник по русскому языку. — Рига: Звайгзне, 1984. — 254 с. (тираж 20000 экземпляров).
- Инфантьев Б., Лосев А. Сопоставительный анализ переводов произведений русской литературы. Для IX—XI классов. — Рига: Звайгзне, 1987, 1990. — 199 с. (общий тираж 4500 экземпляров).
- Даунене З., Матвиевская Л., Александрова О., Андриянова В., Задорожная Н., Инфантьев Б., Микаэлян Г., Нефедова Р., Успенский М. Углублённое изучение русского языка в национальной школе. — Ленинград: Просвещение, 1989. — 237 с.
- Инфантьев Б., Лукаш А., Смелкова З., Тесемницына М. Современный урок русского языка и литературы. — Ленинград: Просвещение, 1990. — 239 с.
- Инфантьев Б. Пособие по древнерусскому языку — Рига: Латвийская академия культуры, 1997. — 62 с.
- Инфантьев Б. Пособие по латинскому языку для студентов — юристов. — Рига: Балтийский Русский институт, 1997. — 62 с.

### Книги
- Инфантьев Б., Лосев А. Обращённые к Латвии строки. – Rīga: Zvaigzne ABC, 1999. – 254 c.
- Инфантьев Б. Ф. Балто-славянские культурные связи — Рига, Веди, 2007. ISBN 978-9984-9044-2-9

## Семья
Супруга — Аустра Алксните, с которой Борис Фёдорович вместе работал над русско-латышским словарём. Пара обвенчалась 12 декабря 1952 года в Благовещенской церкви.
Дочь Агния (1955), внучка Тина.

## Дело в КГБ
20 декабря 2018 года Национальный архив Латвии опубликовал часть ранее засекреченных документов КГБ Латвийской ССР. В числе агентов КГБ значится работник Министерства просвещения Инфантьев Борис Федорович, завербованный 29 ноября 1944 года сотрудником 2 отдела (внутренняя контрразведка и безопасность). Оперативный псевдоним учёного был «Борисов». На момент публикации в документах архива не раскрывались обстоятельства вербовки и степень реального сотрудничества со спецслужбой. Обстоятельства жизни Б.Ф. Инфантьева (трудности с защитой диссертации, увольнение с работы в Институте фольклора АН Латвийской ССР) позволяют предположить, что данная запись является фальшивкой.
Более того: сам Борис Фёдорович признавался, что дело в КГБ велось на него, его обвиняли в сотрудничестве с нацистами, так как он работал в оккупационном Управлении труда (Arbeitsamt). При устройстве на работу Инфантьев указал, что он потомственный дворянин, чтобы исключить подозрение в приверженности Советам. Однако как русского его взяли на работу к немцам только по протекции. По должности он сначала работал при призывной комиссии по формированию Латышского легиона СС, а в 1944 году сопровождал эшелоны русских беженцев, насильно вывозимых гитлеровцами с оставляемых ими под натиском Красной Армии территорий. Этих людей распределяли в рейхскомиссариате Остланд в услужение и как рабочую силу. Эшелоны приходили в Резекне, проходили там двухнедельный карантин и далее следовали на распределение.
Ученик и коллега Бориса Фёдоровича по Балто-славянскому обществу Олег Пухляк рассказал, что Инфантьева неоднократно приглашали в КГБ как консультанта, ценили его научные связи с зарубежными специалистами. Однажды Инфантьев даже заступился за представителей латышской элиты в деликатном вопросе об изготовлении игральных карт с эротическими картинками портретного свойства, списав это на древние языческие традиции Яновой ночи, когда практиковались свободные отношения между мужчинами и женщинами.